# Dècada del 1020

## Esdeveniments
- Codificació de les lleis a Anglaterra (per part del rei Canut) i a Rússia
- Barcelona encunya la seva pròpia moneda. Amb els seus tallers, esdevindrà la capital de l'or europea de l'època
- Primers seguidors del catarisme cremats per heretgia
- 1024 - Guido d'Arezzo acaba el seu tractat sobre música
- 1027 - Toluges (Rosselló): Primera assemblea de la Pau i Treva de Déu, als comtats catalans, sota presidència de l'Abat Oliba
- 1027 - Comença el calendari tibetà
- Ibn Hazm compon El collaret de la coloma, un poema amorós platònic que renova la lírica